# インフェクションコントロールドクター
インフェクションコントロールドクター（英語: Infection Control Doctor、略称: ICD）とは、一般名詞としては感染症や感染制御、院内感染対策を専門に取り扱う医療従事者のことを指す。ICDは院内感染の実態調査（サーベイランス）、対策立案、職員の教育、アウトブレイク防止及び発生時の対応などを担う。
日本においては、ICD制度協議会が上記の業務に就くことを想定して認定する専門資格の名称でもある。同協議会は日本語名称を制定していないため、ICD、インフェクションコントロールドクターという名称が使用されている。なお、日本感染症学会が認定している感染症専門医とは別の専門資格である。下記で述べるとおり、医師・歯科医師（ドクター）以外に博士号取得（こちらもドクター）による認定者もある。それぞれの有する免許により許される業務は異なる。例えば診察行為ができるインフェクションコントロールドクターは、医師と歯科医師だけである。
これに対応して、感染制御（感染管理）ナース（英: infection control nurse、ICN）もある。また、ICDとICNを中心とする院内の感染対策のチームを感染症コントロールチーム（英: infection control team、ICT)と言う。イギリスでは1988年と1995年に院内感染作業部会（英: Hospital Infection Working Group）がICD、ICN、ICTの配置を勧告した。

## 日本の制度
インフェクションコントロールドクター（以下、ICD）は、元々医師の専門医資格の一つして運用されていた。例えば、「日本感染症学会認定医」の様に学会が認定するものであった。しかし、院内感染などの感染防御の必要および広い人材育成・確保のためには、医師のみならず他の医療系職業への感染症に関する高度な知識と技術が必要であることから、医師以外の職業の者にも条件付で付与されることとなった。ただ、医師・歯科医師以外の場合、博士号が必要な上に感染症学を専門に学びながら、かつ、日常業務をこなさなければならず、その取得には多くの時間と労力を必要とするとされている。
歯科医師の場合は、歯学それ自体が医学の一専門分野であるとの認識が強い点やICDだけでは収入につながらない点、また、大学病院などでICDとして専属勤務する場も極めて少ない点などから、ICDの歯科医師は少ないのが実情である。しかし、歯科医療の大半は外科的処置であり、感染防止などの知識と技術はICDレベルのものが必要とされている。また、歯科医師・臨床実習生の中には、ICDには興味・関心がある者が多いとの報告がなされている。ただ、前述した様々な理由から、より歯科の専門化された臨床系専門医資格（日本歯周病学会認定歯周病専門医や口腔外科専門医など）を取得したいと考える者が多い為、ICDそれ自体を目指そうと考える者は少ないと考えられる。以上の状態により、ICDの大半は医師が占めているのが実情である。
なお、現在認定ICDは、3,948人（2004年）であり、数字上では300床に1人の割合となっている。

### 資格（ICD制度協議会）
- ICDの認定は、ICD制度協議会が行っている。ICDの職務は多くの学会に跨るものである為、協議会認定の学会（下記掲示の学会）に所属している者の中からICDの資格が付与される。現在、ICD制度協議会は日本感染症学会に事務局が置かれており、ICD制度の運営、改訂、感染症管理に携わる研究などを行っている。
- ICD資格を得るには、下記の表記するICD制度協議会加盟の学会・研究会のいずれかに所属しており、一定の条件を満たし、所属学会から推薦された者（医師歴5年以上または博士号取得後のPh.D.取得者であること）。
  - 日本感染症学会
  - 日本環境感染学会
  - 日本細菌学会
  - 日本ウイルス学会
  - 日本医真菌学会
  - 日本寄生虫学会
  - 日本化学療法学会
  - 日本外科感染症学会
  - 日本骨・関節感染症研究会
  - 日本小児感染症学会
  - 日本臨床寄生虫学会
  - 日本臨床微生物学会
  - 日本眼感染症学会
  - 日本救急医学会
  - 日本歯科薬物療法学会
  - 日本口腔感染症学会
  - 日本呼吸器学会
  - 日本耳鼻咽喉科感染症研究会
  - 日本集中治療学会
  - 日本性感染症学会
  - 日本産婦人科感染症研究会

- 5年毎に資格更新をしなくてならない。その間、規定の単位（感染症関連の学会発表、論文、講習会等により取得できる）を取得しなければ資格は無効となる。

### その他の感染症対策専門資格および医療機関での組織
- 感染症専門医
  - 日本感染症学会が認定する専門医資格。
- 感染制御専門薬剤師（ICPH）

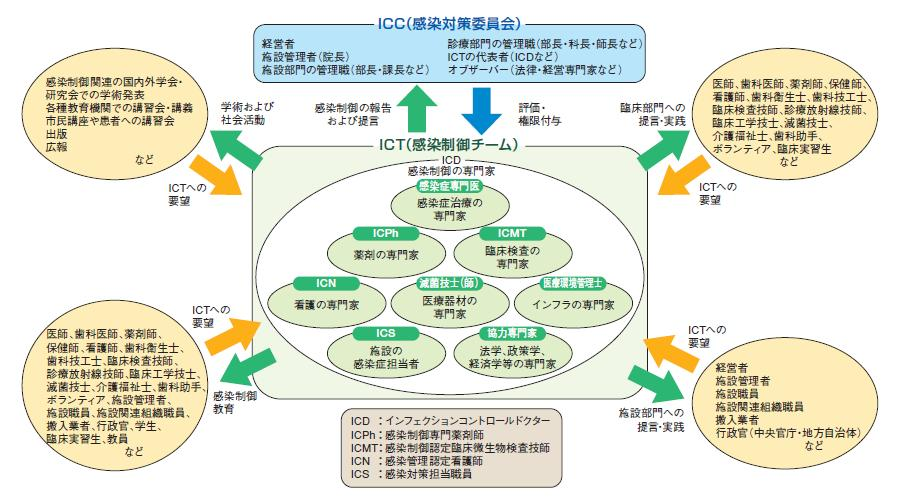
感染症対策専門資格および医療機関での組織

  - 日本病院薬剤師会が認定する薬剤耐性菌や感染防御を専門とする薬剤師。
- 感染管理看護師（ICN）
  - 日本看護協会が認定する感染症対策を専門とする看護師のこと。感染症対策看護師とも呼ばれる。
- 感染制御認定臨床微生物検査技師（ICMT）
- 感染管理歯科衛生士（ICDH）
- 滅菌技士（第一種・第二種）
- 感染管理介護福祉士（ICCW）
- 医療環境管理士
  - 日本医療管理福祉検定協会が認定する民間資格。清掃技術、感染予防対策などの専門知識・技術等を習得し環境のインフラを構築・管理するスペシャリスト。
- 院内感染対策チーム（感染制御チーム・感染対策チーム）（ICT）
- 院内感染対策委員会（感染制御委員会・感染対策委員会）（ICC）